# Världsmästerskapen i friidrott för ungdomar
Världsmästerskapen i friidrott för ungdomar (engelska: IAAF World U18 Championships in Athletics, fram till november 2015 IAAF World Youth Championships in Athletics) var ett världsmästerskap för ungdomar som var 16 eller 17 år per den 31 december det år mästerskapet arrangerades.
Mästerskapet arrangerades av IAAF vartannat år från och med 1999 till och med 2017.

## Mästerskap
| Nr | År   | Stad              | Land      | Datum      | Stadion                           |
| -- | ---- | ----------------- | --------- | ---------- | --------------------------------- |
| 1  | 1999 | Bydgoszcz         | Polen     | 16–18 juli | Zdzisław Krzyszkowiak Stadium     |
| 2  | 2001 | Debrecen          | Ungern    | 12–15 juli | Stadion Oláh Gábor Út             |
| 3  | 2003 | Sherbrooke        | Kanada    | 9–13 juli  |                                   |
| 4  | 2005 | Marrakech         | Marocko   | 13–17 juli | Stade de Marrakech                |
| 5  | 2007 | Ostrava           | Tjeckien  | 11–15 juli |                                   |
| 6  | 2009 | Bressanone/Brixen | Italien   | 8–12 juli  |                                   |
| 7  | 2011 | Lille             | Frankrike | 6–10 juli  |                                   |
| 8  | 2013 | Donetsk           | Ukraina   | 10–14 juli |                                   |
| 9  | 2015 | Cali              | Colombia  | 15-19 juli | Estadio Olímpico Pascual Guerrero |
| 10 | 2017 | Nairobi           | Kenya     |            | Nyayo National Stadium            |